# De ZhuZhu's
De ZhuZhu's (originele titel The ZhuZhus, vorige titel Polly and the ZhuZhu Pets) is een Canadees-Amerikaanse animatieserie gebaseerd op de Amerikaanse speelgoedfranchise ZhuZhu Pets.
De serie startte in de Verenigde Staten op 12 september 2016 op Disney Channel, en op 6 maart 2017 op Disney Channel in Nederland en België.

## Verhaal
De serie gaat over 8-jarige Frankie Pamplemousse, die in Anytown woont met vier pratende hamsters: Pipsqueak, meneer Squiggles, Num Nums en Chunk.

## Personages en stemmen

### Hoofdpersonages
| Personage            | Nederlandstalige versie | Engelstalige versie |
| -------------------- | ----------------------- | ------------------- |
| Frankie Pamplemousse |                         | Jenna Warren        |
| Pipsqueak            | Lien Focke              | Tajja Isen          |
| (Meneer) Squiggles   | Dieter Spileers         | Richard Binsley     |
| Num Nums             |                         | Stephany Seki       |
| Chunk                |                         | Robert Tinkler      |

### Terugkerende gastpersonages
| Personage            | Nederlandstalige versie | Engelstalige versie |
| -------------------- | ----------------------- | ------------------- |
| Ellen Pamplemousse   | Jantine van den Bosch   | Stacey DePass       |
| Stanley Pamplemousse |                         | Zachary Bennett     |
| Wilfred P. Kerdle    |                         | Patrick McKenna     |
| Cindy Gelato         |                         | Rebecca Brenner     |
| Mindy Gelato         |                         | Samantha Weinstein  |
| Madge                |                         | Brianna D'Aguanno   |
| Whendy Sails         |                         | Nicole Stamp        |
| Dr. Phelmholz        |                         | Rob Rubin           |

## Afleveringen
| Nr. | Titel                                                    | Regie        | Script          | Datum                                          | Nederlandse datum                                |
| --- | -------------------------------------------------------- | ------------ | --------------- | ---------------------------------------------- | ------------------------------------------------ |
| 1a  | Fijne stuitertrouwdag Happy Bounciversary                | Mike Fallows | Laurie Elliott  | 12 september 2016                              | 6 maart 2017                                     |
|     |                                                          |              |                 |                                                |                                                  |
| 1b  | Spuiten doen we buiten Say It Don't Spray It             | Mike Fallows | Laurie Elliott  | 12 september 2016                              | 6 maart 2017                                     |
|     |                                                          |              |                 |                                                |                                                  |
| 2a  | Homerun hamsters Home Run Hamsters                       | Mike Fallows | Hugh Duffy      | 13 september 2016                              | 7 maart 2017                                     |
|     |                                                          |              |                 |                                                |                                                  |
| 2b  | Chip voor die ouwe Chunk Chip off the Old Chunk          | Mike Fallows | Miles Smith     | 13 september 2016                              | 7 maart 2017                                     |
|     |                                                          |              |                 |                                                |                                                  |
| 3a  | Walter-Gate                                              | Mike Fallows | Shawn Kalb      | 14 september 2016                              | 8 maart 2017 (België) 9 maart 2017 (Nederland)   |
|     |                                                          |              |                 |                                                |                                                  |
| 3b  | Conciërge-dag Janitor Day                                | Mike Fallows | Terry McGurrin  | 14 september 2016                              | 8 maart 2017 (België) 9 maart 2017 (Nederland)   |
|     |                                                          |              |                 |                                                |                                                  |
| 4a  | Goudvissticks Goldfish Fingers                           | Mike Fallows | Richard Clark   | 15 september 2016                              | 9 maart 2017 (België) 10 maart 2017 (Nederland)  |
|     |                                                          |              |                 |                                                |                                                  |
| 4b  | Skate-roemdheid Skate-lebrity                            | Mike Fallows | Richard Clark   | 15 september 2016                              | 9 maart 2017 (België) 10 maart 2017 (Nederland)  |
|     |                                                          |              |                 |                                                |                                                  |
| 5a  | Zombie logeerpartij Zombie Sleep Over                    | Mike Fallows | Miles Smith     | 16 september 2016                              | 10 maart 2017 (België) 13 maart 2017 (Nederland) |
|     |                                                          |              |                 |                                                |                                                  |
| 5b  | De Geen-Kart race The No-Kart Race                       | Mike Fallows | Scott Albert    | 16 september 2016                              | 10 maart 2017 (België) 13 maart 2017 (Nederland) |
|     |                                                          |              |                 |                                                |                                                  |
| 6a  | Bestorming van het kattenkasteel Storming the Cat Castle | Mike Fallows | Scott Albert    | 7 oktober 2016                                 | 13 maart 2017 (België) 14 maart 2017 (Nederland) |
|     |                                                          |              |                 |                                                |                                                  |
| 6b  | Ha ha hamster Ha Ha Hamsters                             | Mike Fallows | Richard Clark   | 7 oktober 2016                                 | 13 maart 2017 (België) 14 maart 2017 (Nederland) |
|     |                                                          |              |                 |                                                |                                                  |
| 7a  | Overvachtende Fur-Vivor                                  | Mike Fallows | Andrew Harrison | 21 oktober 2016                                | 14 maart 2017 (België) 16 maart 2017 (Nederland) |
|     |                                                          |              |                 |                                                |                                                  |
| 7b  | Zhuper meid Zhuper Girl                                  | Mike Fallows | Miles Smith     | 21 oktober 2016                                | 14 maart 2017 (België) 16 maart 2017 (Nederland) |
|     |                                                          |              |                 |                                                |                                                  |
| 8a  | Gevleugeld Wingin' It                                    | Mike Fallows | Laurie Elliot   | 15 januari 2017 (online) 11 februari 2017 (TV) | 15 maart 2017 (België) 17 maart 2017 (Nederland) |
|     |                                                          |              |                 |                                                |                                                  |
| 8b  | Vriendschapswaanzin Friendship Friend-zy                 | Mike Fallows | Scott Albert    | 15 januari 2017 (online) 11 februari 2017 (TV) | 15 maart 2017 (België) 17 maart 2017 (Nederland) |
|     |                                                          |              |                 |                                                |                                                  |
| 9a  | Tien voor droom Dreams O'Clock                           | Mike Fallows | Andrew Harrison | 21 januari 2017                                | 16 maart 2017 (België) 20 maart 2017 (Nederland) |
|     |                                                          |              |                 |                                                |                                                  |
| 9b  | Badge tot op het bot Badge to the Bone                   | Mike Fallows | Evany Rosen     | 21 januari 2017                                | 16 maart 2017 (België) 20 maart 2017 (Nederland) |
|     |                                                          |              |                 |                                                |                                                  |
| 10a | Volwassen Full Groan                                     | Mike Fallows | Evany Rosen     | 22 januari 2017                                | 17 maart 2017 (België) 21 maart 2017 (Nederland) |
|     |                                                          |              |                 |                                                |                                                  |
| 10b | Het schaalspel The Shell Game                            | Mike Fallows | Laurie Elliott  | 22 januari 2017                                | 17 maart 2017 (België) 21 maart 2017 (Nederland) |
|     |                                                          |              |                 |                                                |                                                  |
| 11a | Als wensen regenbogen waren If Wishes Were Rainbows      | Mike Fallows | Miles Smith     | 28 januari 2017                                | 20 maart 2017 (België) 23 maart 2017 (Nederland) |
|     |                                                          |              |                 |                                                |                                                  |
| 11b | Déjà Zhu Deja Zhu                                        | Mike Fallows | Terry McGurrin  | 28 januari 2017                                | 20 maart 2017 (België) 23 maart 2017 (Nederland) |
|     |                                                          |              |                 |                                                |                                                  |
| 12a | Een complete dans-move A Total Bust a Move               | Mike Fallows | Andrew Harrison | 29 januari 2017                                | 21 maart 2017 (België) 24 maart 2017 (Nederland) |
|     |                                                          |              |                 |                                                |                                                  |
| 12b | Het ZhuZhu Hamsterhotel The Grand ZhuZhu Pets Hotel      | Mike Fallows | Andrew Harrison | 29 januari 2017                                | 21 maart 2017 (België) 24 maart 2017 (Nederland) |
|     |                                                          |              |                 |                                                |                                                  |
| 13a | Zhu's-Jaarsavond Zhu Years Eve                           | Mike Fallows | Andrew Harrison | 7 januari 2017                                 |                                                  |
|     |                                                          |              |                 |                                                |                                                  |
| 13b | Zoeken naar koeken Lookies for Cookies                   | Mike Fallows | Alex Ganetakos  | 7 januari 2017                                 |                                                  |
|     |                                                          |              |                 |                                                |                                                  |
| 14a | Pompoenfluisteraars The Pumpkin Whisperers               | Mike Fallows | Richard Clark   | 4 februari 2017                                |                                                  |
|     |                                                          |              |                 |                                                |                                                  |
| 14b | Zhuper hulpjes Zhuper Zhide Kicks                        | Mike Fallows | Miles Smith     | 4 februari 2017                                |                                                  |
|     |                                                          |              |                 |                                                |                                                  |
| 15a | The Wrong Stuff                                          | Mike Fallows | Richard Clark   | 5 februari 2017                                |                                                  |
|     |                                                          |              |                 |                                                |                                                  |
| 15b | Chunklette's Web                                         | Mike Fallows | Alex Ganetakos  | 5 februari 2017                                |                                                  |
|     |                                                          |              |                 |                                                |                                                  |
| 16a | Story Book It                                            |              |                 | 17 juni 2017                                   |                                                  |
|     |                                                          |              |                 |                                                |                                                  |
| 16b | Hairible Mistake                                         |              |                 | 17 juni 2017                                   |                                                  |
|     |                                                          |              |                 |                                                |                                                  |
| 17a | Weathering Heights                                       |              |                 | 24 juni 2017                                   |                                                  |
|     |                                                          |              |                 |                                                |                                                  |
| 17b | Trashing of Zhuper Girl                                  |              |                 | 24 juni 2017                                   |                                                  |
|     |                                                          |              |                 |                                                |                                                  |